# Mosquée à minaret sur le toit

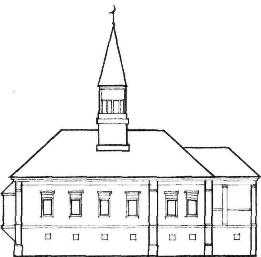
Dessin de mosquée selon le projet de l'architecte Iakobson pour le ouïezd de Bouinsk dans le Gouvernement de Simbirsk 1876.

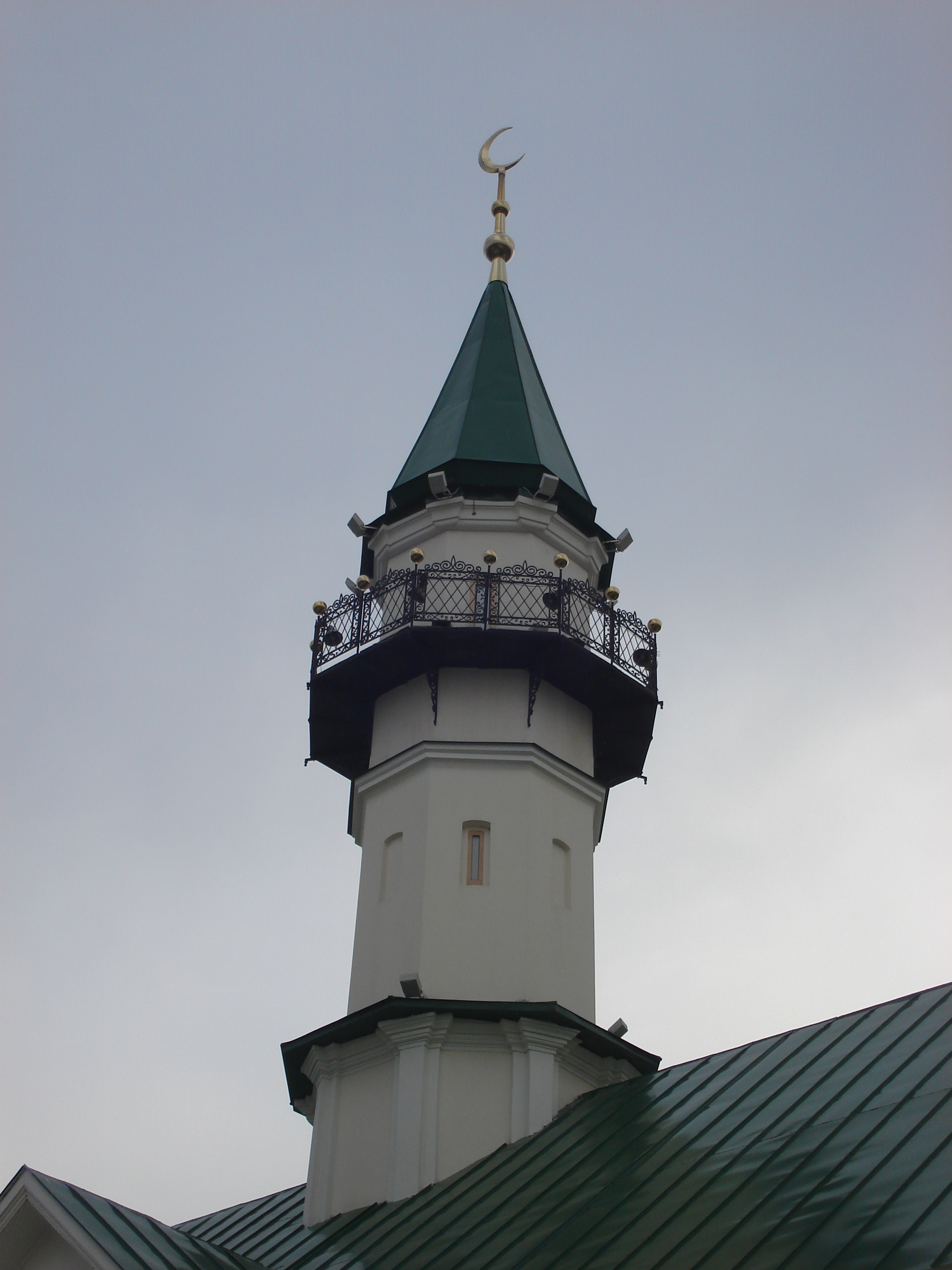
Minaret de la mosquée Märcani à Kazan

Une mosquée à minaret sur le toit est un type de mosquée, répandu parmi les Tatars musulmans et les Bachkirs de la région de la Volga et de l'Oural. On en trouve également chez d'autres peuples mais de manière exceptionnelle. Ce modèle de mosquée s'est répandu à partir du XIXe siècle.

## Histoire du développement
Dans un passé plus ancien, des mosquées avec minaret sur le toit ont déjà été construites dans des villes et villages tatars. De telles modèles de mosquées se sont répandus à partir de la construction en 1766—1770 de la plus grande, celle de Kazan, dénommée Mosquée Märcani. Construite en pierre suivant le projet de l'architecte V. Kaftyreva, elle a reçu l'autorisation personnelle de Catherine II qui voulait que la Russie soit une société tolérante et multiconfessionnelle.
Un décret du 13 décembre 1817 a été promulgué pour autoriser la construction de mosquées : le décret Sur la construction des villages et des bâtiments ecclésiastiques. Avec l'entrée en vigueur de ce décret, l'architecture des mosquées tatares de Russie a pu s'organiser dans un cadre fixant des modèles de bâtiments. En 1831, un projet de modèle est envoyé dans les régions concernées. Les dessins des modèles sont l'œuvre d'architectes qui construisaient des bâtiments civils. C'est selon ces modèles que sont construites des mosquées dans le gouvernement de Kazan, le gouvernement de Nijni Novgorod, le gouvernement de Perm, et le gouvernement de Simbirsk.
Dans la première moitié du XIXe siècle, les architectes P. Piatnitski, M. Korinfski, A. Schmidt, A. Peske ont travaillé à des projets de mosquées dans les gouvernements de Kazan et de Simbirks, et dans la seconde moitié les architectes P. Romanov, M. Ermolaev, Pavlov, N. Parensov, F. Petondi, P. Tekhomirov, un technicien du gouvernement Alexandrov, un dessinateur de plans de mosquées Abdoulla Manssourov, N Fochderebrioggen, Iakobson etc. 
Certains plans de mosquées présentent des particularités inhabituelles. Le volume principal du bâtiment est en forme de prisme octogonal avec trois entrées, une à l'ouest, une au sud et une au nord. Cette dernière est protégée par un auvent chauffé sous lequel se trouve un espace fermé et un escalier menant au minaret. Sur la façade sud se trouve le mihrab. Au centre du toit un dôme pyramidal à huit côtés surmonté du minaret, ceint d'une galerie extérieure. Le toit est surmonté d'un croissant. 
Les mosquées en bois comme celles en pierre avec un minaret sur le toit forment des bâtiments de plan rectangulaire à deux niveaux, le tout orienté du nord au sud. Au sud un volume rectangulaire protège l'espace du mihrab.

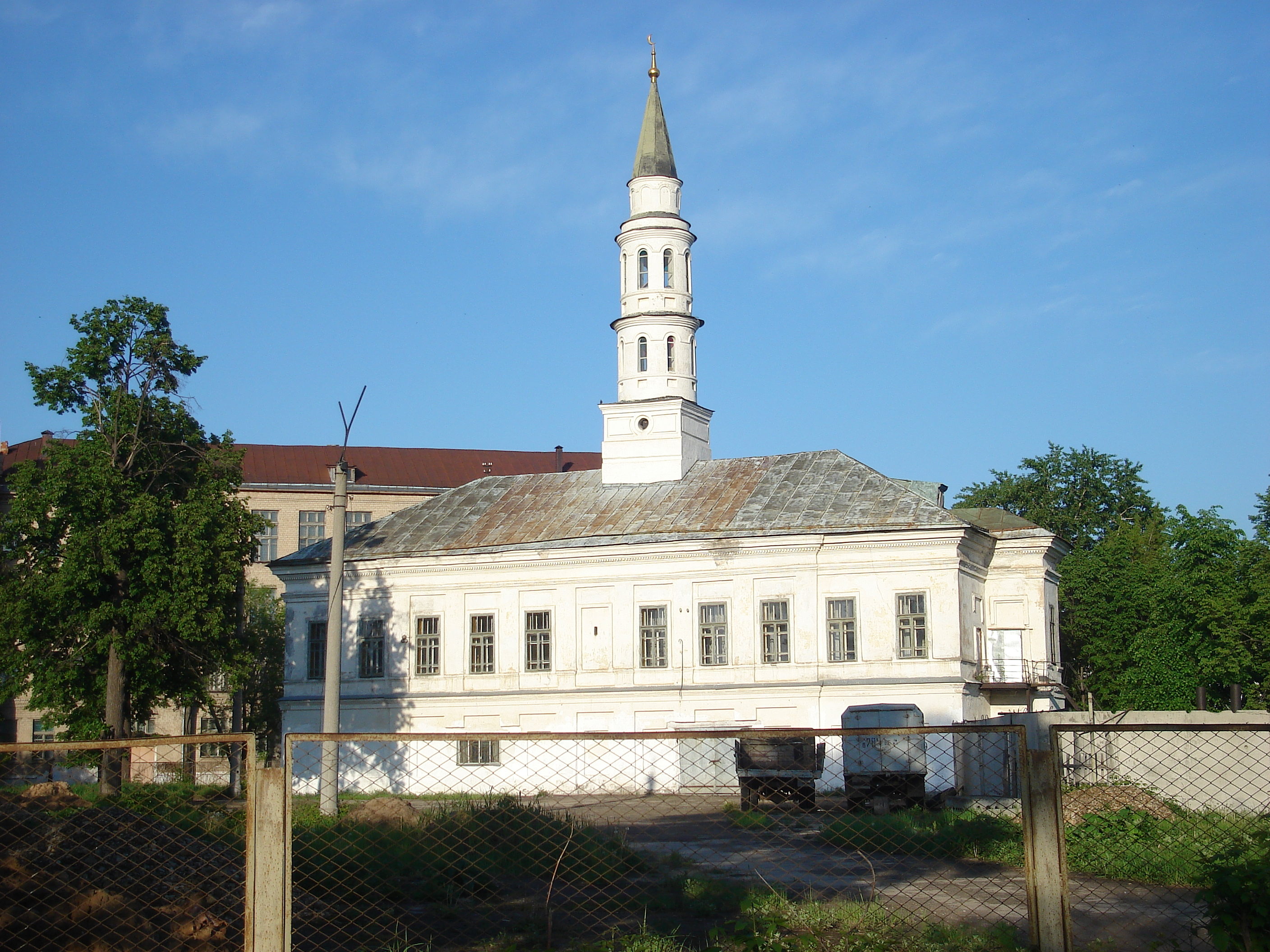
Mosquée IskeTash à Kazan 2006

À la différence du minaret construit à l'écart du bâtiment, celui qui est intégré au bâtiment par le toit résiste aux vents violents. Comme le poids du minaret en bois est faible, la meilleure des solutions est de placer le minaret sur le toit en utilisant les chevrons de la toiture comme support supplémentaire pour augmenter la résistance au vent. Le minaret est donc fixé aux poutres et chevrons du toit du bâtiment principal.

## Minaret
Le minaret octogonal ou parfois cylindrique est fendu à sa base par le faîte du toit du bâtiment qu'il domine et est surmonté d'un chatior en forme de tente pyramidal ou conique. Dans la plupart des cas le minaret est situé au dessus du centre géométrique du bâtiment et se présente comme une tour à deux ou trois niveaux, précédés d'une plate-forme à la base. Un étage est entouré d'un balcon accessible par l'intérieur. Le tout est surmonté d'un chatior.
Les minarets en bois étaient toujours formés sur un plan octogonal, tandis que ceux en pierre sont soit sur plan octogonal , soit cylindriques soit formés sur une combinaison des deux formes.

## Schéma fonctionnel de la mosquée

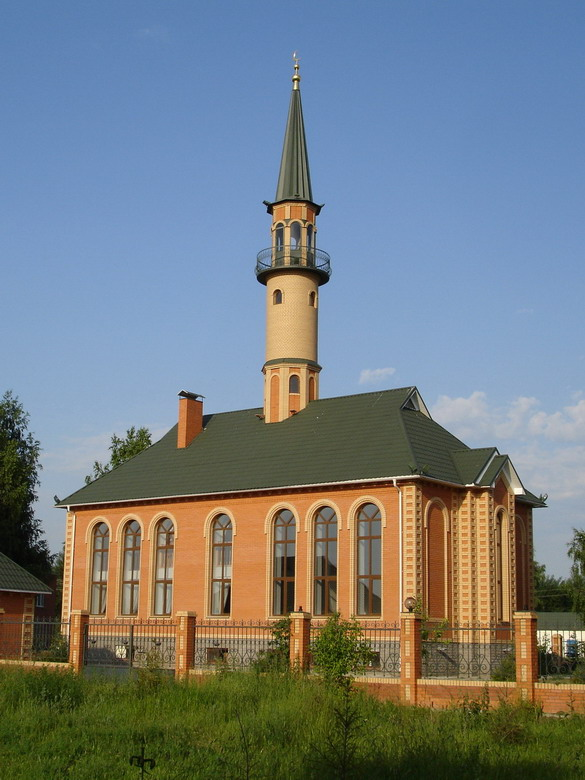
Mosquée de Umet-Gulsum à Nizhnekamsk

Quand il s'agit d'un bâtiment à deux niveaux, au rez-de-chaussée se trouve la zone de service, où se trouve le matériel nécessaire à la mosquée (équipement, bibliothèque, le bois de chauffage), qui est équipé aussi de magasins à l'épreuve du feu pour des marchandises de marchands locaux. Conformément à la tradition de l'islam, la mosquée n'est pas seulement un édifice religieux mais aussi un espace culturel et d'enseignement. Au rez-de-chaussée se trouve souvent l'école élémentaire ou mekteb et le centre d'organisation religieux régional appelé mahallah (en). La partie nord de l'édifice est occupée par le vestibule (hall, vestiaire), celle du sud au rite, à la salle de prière et le mihrab.
Dans les mosquées à un seul niveau, le plan suit un schéma standard : hall-vestibule-partie pour la prière. Dans le hall un passage donne accès aux caves du sous-sol et un escalier mène au grenier. Dans celui-ci un plancher permet d'accéder au minaret. Un escalier intérieur en colimaçon mène au sommet de celui-ci.
Dans de nombreux villages les mosquées avaient des tailles très modestes et un plan standard.

## Conception de la mosquée
Les murs extérieurs de la mosquée sont peints de couleur ocre, l'intérieur est divisé en pièces peintes en blanc ou en bleu. Les pignons et le cœur du minaret sont parfois peints en bleu outremer pour contraster avec la couleur blanche des frises et vertes des corniches. La fenêtre semi-circulaire du fronton est entourée de motifs décoratifs sous son arc en forme de sabre, et peinte en blanc et vert. Ce genre de décoration est apparu dans la seconde moitié du XIXe siècle et au début du XXe siècle.